# Kogilamane, Belur
Kogilamane là một làng thuộc tehsil Belur, huyện Hassan, bang Karnataka, Ấn Độ.